# 공화주의
공화주의(한국 한자: 共和主義, 영어: Republicanism)는 모두의 이익과 권리를 보장하기 위하여 공적 이익과 공동체의 안녕(安寧)을 중시하는 철학이다. 비록 공민 각각의 개성은 귀족과 평민 등으로 다를 수 있으나, 공동체의 입장에서 공민의 미덕을 고양해야 한다고 본다. 쉽게 말하면, 귀족과 평민 같은 개인의 정체성에 앞서 공적인 개념인 공민의 지위를 더 선호한다. 로마에서는 파트리키가 막강하던 시절에도 지배층 내에서 귀족적 정체성보다 시민적 그것을 앞세우곤 했다.

## 개요
공화주의는 시대의 맥락과 시대가 정한 정의의 보편적 법칙에 따라 그 의미가 달라질 수 있어 간단히 정의될 수 없다. 일반적으로 정치철학 차원에서 공화주의는 고대 로마 공화정의 스토아 학파에 의해 발전이 되었으며, 라틴어 어원인 'res publica'의 의미와 연관된다. 여기서 공화주의는 로고스(그리스어: Λόγος, 理性)를 그것 자체인 대우주(그리스어: Μακροκοσμος, 大宇宙)와 개별적 차원에서 인간 이성인 소우주(Μικρόκοσμος, 小宇宙)로 나눈 다음, 이 둘이 하나라는 전제에 따라 이러한 로고스의 원리가 현실 사회 내 소우주에서 대우주로 나아가는 합리성의 발전에 상응하는 만큼, 정치·사회적 차원에서도 한 확정적인 형태(그리스어: Εἶδος, 形態)로 나타날 수 있다는 믿음을 기초로 하고 있다. 로마 제국은 공화주의를 내세워서 자신들이야말로 세계를 통일할 자격이 있는 유일한 제국이라 주장하기도 했다.
대우주의 원리에 합치하는 정치 공동체의 형태는 ‘공화국’이라고 할 수 있으며, 공화국은 사적 이익의 추구보다 공적 이익을 중시하고 시민의 삶에 걸쳐서 대대적인 복리증진이 진행되는 국가 형성과 다르지 않다. 이에 따라 공화주의는 우주법 그 자체로서의 법(Law, 法)과, 그것의 현상적 발현인 법률(Legislation, 法律)을 구분하고 있다. 공화국에서 시민은 정치의 자주적 주체가 되어야 하며, 공화국은 이러한 공민적 덕이 없으면 존재할 수 없다는 정치 이념으로 인식된다. 《국가》에서 이상국가론을 주창했던 플라톤의 이데아 사상과 인간을 정치적 동물로 보았던 고대 그리스의 정치사상 및 스토아 학파의 정치철학을 르네상스기에서 근현대에 걸친 서양사회에서 자각적으로 계승하고자 하였던 일련의 사상적 총칭이다.
19세기 말 이후로는 사회주의가 공화주의의 이상을 계승·대체하는 세력으로 등장하였기에 이념적 연속성이 굴절된 측면이 없지 않다. 특히 독일의 청년헤겔학파 일원이자 급진 공화파인 모세스 헤스(Moses Hess)와 카를 그륀(Karl Grun)은 공화국의 이상을 계승하는 정치로서 ‘진정사회주의’(독일어: wahrer Sozialismus)를 창시하였으며, 공화주의가 갖고 있는 형이상학적 이상을 계승하는 의미에서의 관념적 사회주의 정파가 생겨나게 되었다. 그러나 고전적 공화주의 외에도, 귀족과의 타협을 중시하는 선에서 절충안을 제시한 몽테스키외로 이어지는 특유한 공화주의는 근대 미국 독립 혁명(1783)에 영향을 주었다.
공화주의는 프랑스 대혁명(1789)·남아메리카 해방(1814)·신해혁명(1911)·스페인 혁명(1936)·이집트 혁명(1952) 및 이후에 이어진 공화 혁명의 사상적 원천이다. 오늘날 세계 대부분의 나라들이 공화주의에 입각한 공화국임을 선포하고 형식적이거나 실질적인 공화주의를 내세우는 점은 그 역사성에 부합하는 것이다.

## 역사
고대 그리스에서는 플라톤 같은 철학자가 고전적 공화주의로 인식하는 요소를 분석하고 설명했다. 그는 개인적으로도 위대하며 공적으로 보았을 때도 위대한 지도자가 국가를 다스려야 한다고 믿었으며 국가 5권에 의하면 이런 철인왕이 다스리기 전에는 공공의 평화나 행복이 있을 수 없다고 주장했다. 그에 의하면 사적으로도 위대한 철인왕이 공적인 것도 고려하면서 다스리는 공화정이 가장 이상적인 나라였다.
그리스인 역사가 플루타르코스는 로마를 군주제, 귀족제, 민주주의가 혼합된 국가로 생각했으며 로마 역사가인 리비우스는 로마인들의 공화주의 정신을 기록했다. 로마인들은 초기에 군주가 공적인 이익을 해치는 것 같은 생각이 들자 군주를 사라지게 했으며 본래 로마 민중들 역시 공적인 이익을 무시하기 시작하자 로마의 귀족들은 결국 민중들도 사라지게 만들었다. 그래도 마지막까지 남은 로마 귀족들은 공화주의 정신을 바탕으로 무익한 프롤레타리우스들에게 상당한 복지를 제공했으나 결국 그들 자신마저 사라지고 말았다. 로마는 진정한 공화국이었기에 서로 다른 사람들을 잘 지배하는 공공의 보편 제국이 되었으나 시간이 흐르면서 공화주의 정신은 약화되었고 로마에 지배당하던 다양한 사람들은 더는 로마를 믿지 않게 되었다. 이런 상황에서도 로마란 국가는 보편적이고 공적인 특성을 살려서 계속 살아남게 되었으나 로마의 기반이었던 세상은 이미 공화주의보다 가문처럼 개인적인 역사와 위대함을 우선하는 일종의 고귀한 야만인 귀족들에게 넘어가서 오랜 세월 동안 진정한 공화주의의 부활은 희망이 없어졌다.
로마 이후에도 공화주의를 표방하는 국가들은 있었으나 전근대 문명인 로마에 비해서도 부족한 면이 많았고 옛날이나 지금이나 이름만 공화국인 나라들도 있었다. 미국 건국의 아버지급인 제임스 매디슨(James Madison)은 민주주의는 커질수록 약해지고 서로 다른 사람들로 인하여 더 약화되는 반면, 공화주의는 모두에게 이익인 공적인 이익을 추구하기 때문에 커질수록 강해질 수 있고 서로 다른 사람들을 합병해도 오히려 더 강해질 수 있다고 주장했다. 이런 사람들이 생각했던 공화주의 개념과 정신은 미국인들에게 상당한 영향을 미쳤다. 현재 대표적인 공화주의적 국가는 미국이나 자신들만의 세력을 확장하려는 사람들의 도전이 공화주의를 위협하고 있다.

## 공화주의와 자유주의
공화주의는 개개인에게 특정한 권리와 의무를 부여하는 것을 각 개인에게 배타적으로 적용되는 자유권 확립이라고 보지 않는다. 공화주의자들은 개개인에게 더 많은 권리, 그리고 그에 합당한 의무를 부여하는 것에 대해 국가를 이루는 전체 인민의 자유, 평등, 그리고 정치적으로 고려될 수 있는 추가적인 중요 가치를 확립하는 통섭적인 과정이라고 보고 있다.
반면, 자유주의는 이와 반대로 개인에 초점을 둔다. 특정한 권리와 의무를 부여하고, 시민의 참정권을 보장하는 것은 국가를 이루는 전체의 관점이라기보단, 배타적인 의미에서 개개인의 권리 신장, 자유권 확립을 세우는 과정이라는 것이다. 개인의 소극적 권리를 중시하는 자유주의의 입장에서 공화주의가 추구하는 자유는 진정한 자유라고 할 수 없다.
이러한 점은 현대 사회에서 자유주의와 공화주의가 수많은 정책 결정에서 다른 사안을 갖게 하는 원인으로 작용된다. 일반적으로 공화주의는 경제 영역에서 전체 인민의 여러 권리가 신장될 수 있음을 보장하기 위해 여러 예비 장치를 두려고 한다. 그것은 기업에 대한 공적 소유, 경제 운영에 대한 시민의 직간접적인 개입의 허용 등으로 나타날 수 있다. 반면, 자유주의 세력은 경제 영역에서 시장 원리와 자본의 (개개)민간 소유를 확립하는 입장을 고수하고 있다.

## 공화주의 연혁

### 고전적 공화주의
아리스토텔레스의 공화주의: 아리스토텔레스에 의해 체계화된 고전적(classical)공화주의는 정치사회와 인간본성의 연관성에 기초한 것으로 이후 서구 정치사상의 기틀이 된다. 공화주의적 전통에서 "자유와 지배"는 불가분의 관계다. 여기서 지배는 타자의 지배가 아닌, 자기지배를 뜻하며 자유도 독립된 개인의 자유가 아닌, 정치공동체 내의 정치활동에 참여함으로써 누리는 공민적 자유를 말한다. 그러나 이러한 이상은 현실속에서 문제를 파생시킨다. 모든 사람이 언제나 정치행위에 가담할 수 없는 것이다. 따라서 현실적으로 정치행위는 자유시민들이 교대로 담당하지 않을 수 없다.이 경우 시민은 지배역량뿐만 아니라 자발적인 복종의 능력도 함양해야 한다.즉 통치자는 피치자를 동료시민으로 대우해야 하며 이런 능력은 피지배 경험을 통해 습득된다. 자유롭고 평등한 공화주의적 정치공동체에서는 모든 시민에게 요구되는 덕성이 있다.
용기와 절제, 정의감 등이고 이에 더해 지배를 담당하는 시민에게는 관용과 자긍심, 온정주의, 지혜로서의 신중함이 중요시된다. 비유하면, 피치자인 대중은 피리를 만드는 사람이고 정치하는 치자는 피리를 부는 사람이다. 그래서 바람직한 공화국은 덕성과 지혜에 의거해 권력이 배분되고 시민들이 그들의 역량을 최대한 발휘할 수 있는 기회가 자유롭고 완전하게 보장되는 정치사회이다. 그러나 지혜에 의한 정치는 일반적 합의, 즉 다수결의 원칙에 의해 제약된다. 여기서 지혜와 합의를 결합시키려는 노력은 법에 의한 합리적 지배로 나타난다. 공화주의적 법의 지배는 권력의 비인격화를 의미하며 이는 다수대중의 불만과 반감을 해소할 수 있다. 플라톤이 말한 법과 시민의 덕성과의 상관관계,즉 법의 성격에 따라 시민의 덕성이 규정된다는 관점에 의거해 정치사회의 형성과 유지는 입법을 어떻게 하느냐와 그 내용이 관건이 되는 것이다.
입법의 기초가 되는 법의 근원과 정당성의 문제는 매우 중요하다. 플라톤의〈법률〉이 법의 근원에 대한 천착과 이를 이데아로 귀결시킨 것은 우연이 아니다.모든 인간법의 기원, 원천으로서의 이데아 또는 자연법에 대한 믿음은 공화주의의 강력한 토대를 이룬다. 역사적으로 모든 공화주의는 자연법에 대한 전제없이 이론으로 결코 성립할 수 없다. 공화주의는 초월적 지력과 권위에 대한 확신으로부터 법이 도출, 승인돼야 한다는 이상적인 신념을 깔고 성립되는 것이다. 이러한 공화주의적 신념은 스토아학파의 자연법사상의 기초가 되고 하나의 정치공동체는, 자연법의 이치가 내재하는 거대한 우주질서 속에서 성립한다는 관념으로 발전하였다. 오늘날 헌법에 보장된 천부적 인권사상은 자연법사상에 연원하고 자연법은 고전적 공화주의의 이념에 뿌리가 닿아있는 것이다.
공화주의와 관련된 논쟁이 정치사에 전면적으로 등장한 것은 카이사르와 키케로의 갈등 이후다. 카이사르에 맞서 로마 공화정을 지키려고 했던 키케로가 "미덕을 갖춘 시민이 공익을 위해 사익을 양보하는 것"이라고 정의한 바 있다. 이는 개인이 전체를 위해 희생한다는 의미가 아니다. 공공선(公共善)을 이뤄서 개인의 행복도 증진시키려는 요구이며, 이를 위해 법을 지키고 교육을 받은 공화국 시민들은 토론을 통해 무엇이 공익(公益)인지를 합의해 간다는 의미다.

### 루소의 공화주의
루소가 추구한 이상사회는 모든 사회 성원들의 독립된 삶의 보장과 자유로운 인간 관계를 형성할 수 있어야 하며, 이를 위해 반드시 개별 구성원들 사이에 경제적 평등, 사회적 평등이 전제되어야 한다는 것이다. 루소의 평등주의적 공화주의는 기존의 자유와 평등이 양립할 수 없다는 입장을 정면으로 배척하고 자유와 평등은 양립가능할 뿐 아니라 평등을 자유의 근거로 제시하고 평등이 없이는 자유가 없다는 점을 강조한다.
루소는 그 어떤 사상가보다 평등과 정의의 관계를 심각하게 다룬 정치철학자로 초기 자본주의 사회의 불평등을 부정의로 파악하고 이로 인한 구성원들의 비도덕적인 현상에 주목하고 이를 혁파해서 정의사회를 건설하려 했다. 정의 사회란 공공선, 즉 사회공동의 이익을 최우선적으로 생각하는 일반의지가 지배하는 사회다. 이런 사회에서는 공동 가치와 선이 구현됨과 동시에 평등하고 자유로운 개인으로 인간답게 살 수 있다. 그런데 이런 정의 사회를 수립하기 위해서는 사회 평등이 요구된다. 경제 불평등은 개인들로 하여금 사적 이익을 우선시하게 함으로써 정의를 훼손하기 때문에 공공선을 추구하는 일반의지가 원활하게 작동하기 위해서는 사람들 간의 경제적 평등이 일차적으로 이뤄져야 한다.
또 인간에 대한 인간의 지배라는 부당한 사태를 타파하고 서로 평등하고 독립적인 삶을 영위하기 위해서도 경제적 평등이 우선적으로 요청된다는 것을 강조했다. 이상에서 드러나듯 루소는 부의 평등한 분배와 이에 기초한 정의사회를 주창한 선구적인 평등주의적 공화주의자라 할 수 있다. 루소의 공화주의의 특징은 사회불평등의 원인을 사유재산제로 파악했다는 점과 당시 자본주의 사회의 불평등의 본질적 내용을 '인간과 인간 사이의 지배 종속관계'의 정립으로 간주해 이를 '인간은 누구나 평등하고 존엄하다'는 인간 존엄성이라는 관점에서 비판하고 극복하고자 했다는 점이고 공화주의를 평등주의라는 관점에서 바라봄으로써 공화주의를 한층 격상시켰다고 할 수 있다. 다음은 이를 웅변한다. "공화주의에 걸맞은 나라에서는 어느 누구도 자신을 팔아야 할 정도로 가난해서는 안 되며, 어느 누구도 남을 살 수 있을 정도로 부유해서도 안 된다."

## 같이 보기
- 폐지된 군주제
- 민주공화국
- 스위스 연방평의회
- 이슬람 공화국
- 케말주의
- 인민공화국
- 분류:나라별 공화주의